# Елисаветградковская волость
Елисаветградковская волость — административно-территориальная единица Александрийского уезда Херсонской губернии.
По состоянию на 1886 год состояла из 1 поселения, 1 сельской общины. Население 5559 человек (2748 мужского пола и 2811 женского), 1248 дворовых хозяйств.
|                        | Площадь (в т. ч. пахотной) |
| ---------------------- | -------------------------- |
| Сельских общин         | 11 775 (8836)              |
| Частной собственности  | 11                         |
| Казённой собственности | 196                        |
| Другой собственности   | 126 (116)                  |
| Всего                  | 12 108 (9142)              |

Единственное поселение:
- Елисаветградка (Михайловка)[1] — село при реке Ингулец в 60 верстах от уездного города, 5559 человек, 1248 дворов, 2 православные церкви, еврейская синагога, школа, винокуренный завод, 9 лавок, 2 ярмарки в год: 9 мая и 8 ноября, базары по пятницам. За 4 версты — железнодорожная станция, буфет.